# 페르디난트 페르비스트
페르디난트 페르비스트(Ferdinand Verbiest, 1623년 10월 9일 ~ 1688년 1월 28일)는 벨기에의 예수회 선교사이다.
1659년 중국에 포교 사업을 위해서 건너갔다가, 강희제의 신임을 얻어 흠천감 (천문대장) 이 되어 역법의 개정에 이바지하였다. 1673년 삼번의 난이 일어나자, 대포를 만들어 청나라를 돕기도 하였다. 저서에 《강희 영년의 연력법》, 《곤여전도》등이 있다. 남회인(南懷仁)이라는 이름으로 선교, 학문 등으로 활동하였다. 정2품 공부시랑(工部侍郞)의 관직도 제수되었다.

## 같이 보기
- 중국의 기독교
- 벨기에 사람 목록
- 중화인민공화국의 종교

## 참고 자료
- 이 문서에는 다음커뮤니케이션(현 카카오)에서 GFDL 또는 CC-SA 라이선스로 배포한 글로벌 세계대백과사전의 내용을 기초로 작성된 글이 포함되어 있습니다.